# Мерлино (Нижньогородська область)
Мерлино (рос. Мерлино) — присілок в Арзамаському районі Нижньогородської області Російської Федерації.
Населення становить 473 особи. Входить до складу муніципального утворення Абрамовська сільрада.

## Історія
Від 2009 року входить до складу муніципального утворення Абрамовська сільрада.

## Населення
| 1999 | 2002 | 2010 |
| ---- | ---- | ---- |
| 430  | ↗469 | ↗473 |